# Palaina moussoni
Palaina moussoni es una especie de molusco gasterópodo terrestre de la familia Diplommatinidae en el orden de los Mesogastropoda.

## Distribución geográfica
Es endémica de las islas Palaos.